# Zinggeler AG

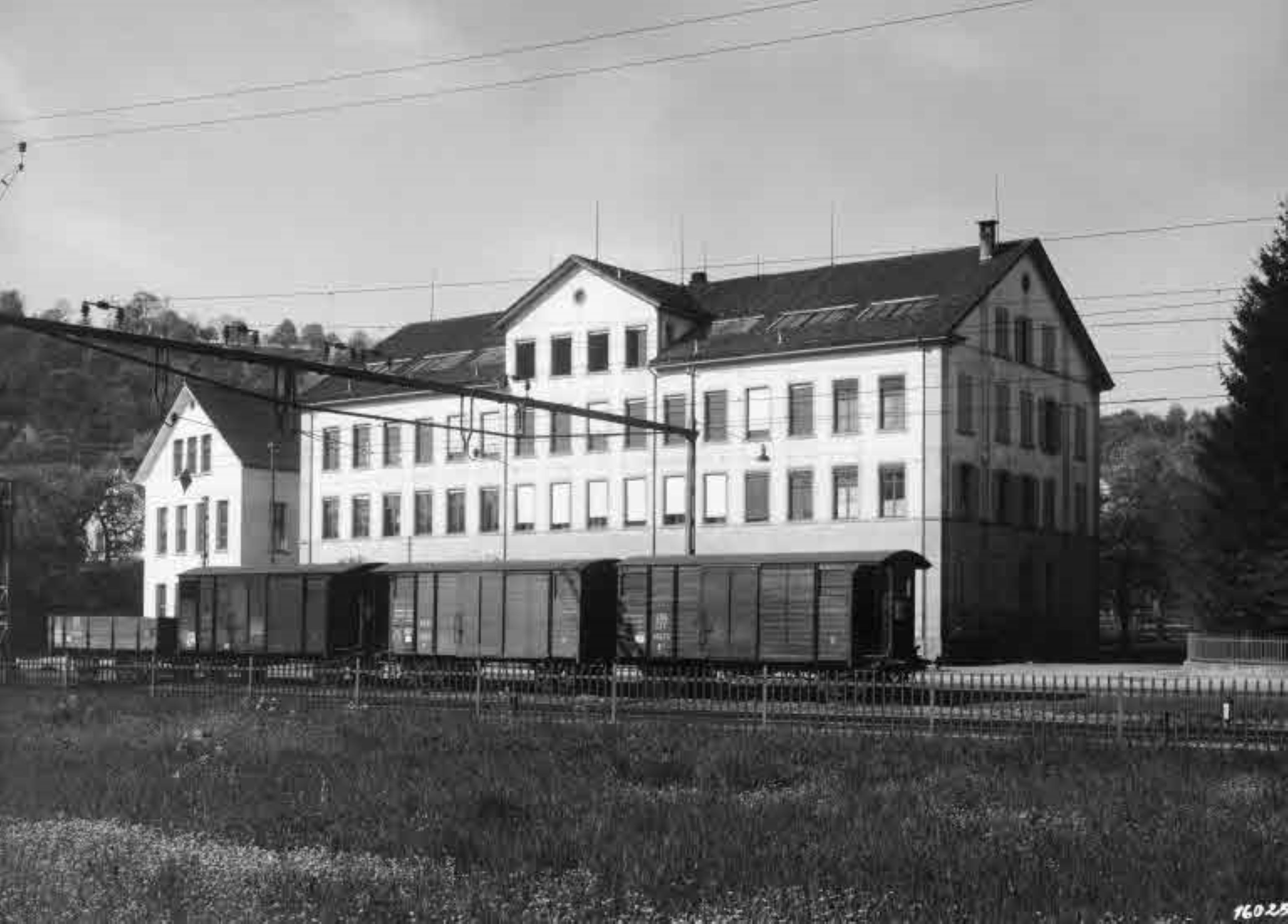
Seidenzwirnerei Zinggeler, Richterswil

Die Zinggeler AG wurde 1851 in der Gemeinde Richterswil im Kanton Zürich als Seidenweberei gegründet und ab 1865 als Seidenzwirnerei in Richterswil und Embrach weiter geführt. Das Unternehmen blieb bis 1974 in Familienbesitz und musste von 2004 bis 2013 nach und nach liquidiert werden.

## Geschichte
1851 begannen die drei Lehrer und Brüder Rudolf, Samuel und Jakob Zinggeler in Wädenswil auf Handwebstühlen mit der Fabrikation von Taffetstoffen. 1865 gaben sie die Weberei auf und stiegen in die Seidenzwirnerei um und begannen mit ostasiatischer Seide Zwirne herzustellen. 1863 gründeten sie die Zwirnerei in Embrach.
Die Brüder trennten sich 1873. Rudolf Zinggeler kaufte die damalige Baumwollspinnerei «Stapfer, Rüegg & Co» in der «Mülenen» in Richterswil. Die Gemeinde Richterswil überliess ihm 1876 kostenlos das Areal «Garnhänki», wo er den Neubau für eine Seidenzwirnerei erstellen liess. Im Gegenzug verpflichtete er sich, im Dorf ein Hydrantensystem zu erstellen und zu unterhalten. 

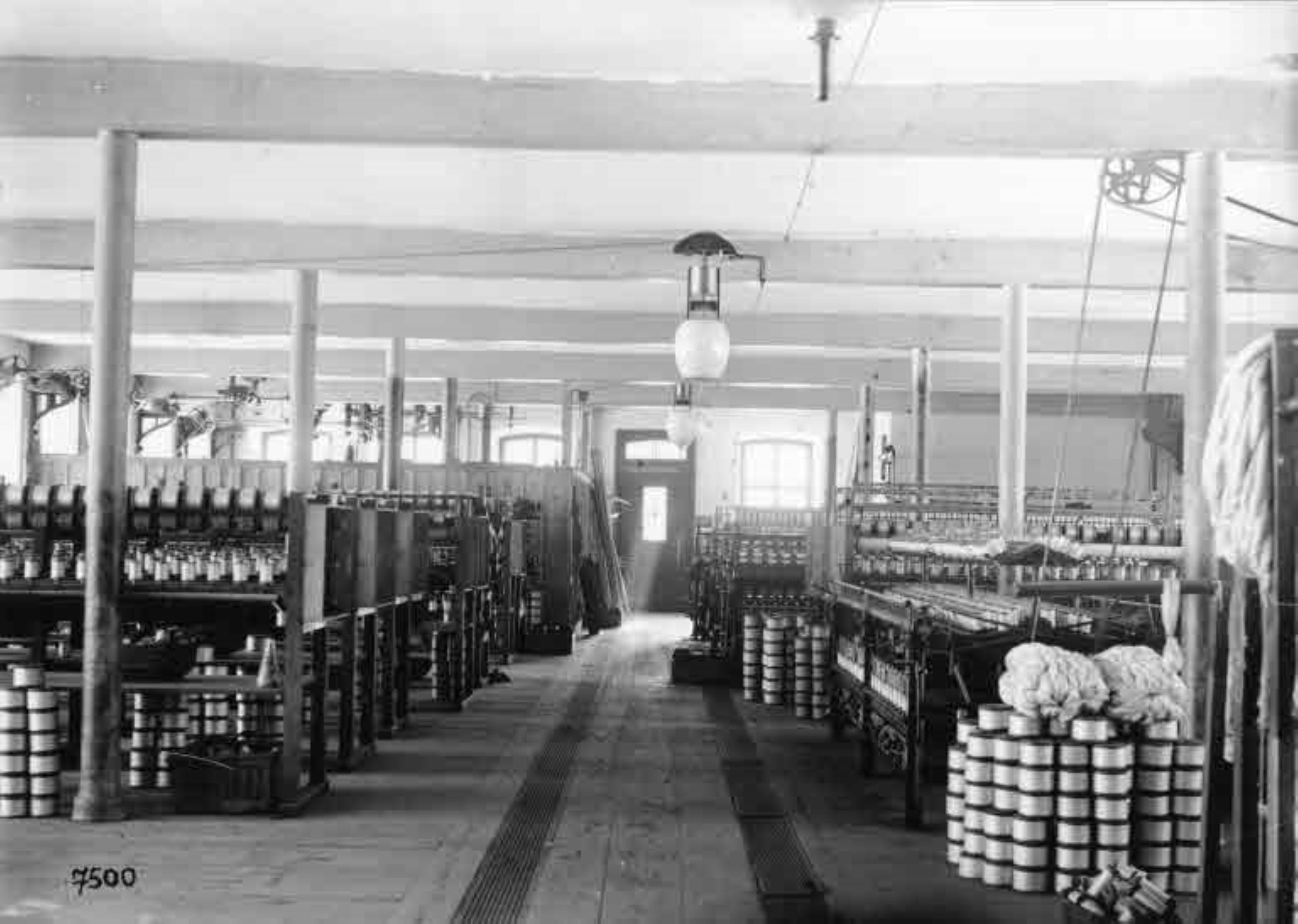
Seidenzwirnerei Zinggeler um 1890

Für den Antrieb der Maschinen in seiner Fabrik erhielt er von der Gemeinde das Nutzungsrechte des Mülibachs. Oberhalb von Richterswil entstand durch Aufstauung des Mülibaches der Sternenweiher. Eine zwei Kilometer lange Druckleitung führte das Wasser bis zum Zürichsee hinunter, wo es in der Zwirnerei eine Wasserturbine antrieb. Zur Belustigung und als Symbol der Industrialisierung liess der Fabrikant ab 1875 an Festtagen (1. August usw.) das Wasser durch eine Düse zu einem Springbrunnen von bis zu 85 Meter Höhe emporsteigen. Zinggeler war Alleinbesitzer der «Seidenzwirnerei R. Zinggeler» mit Fabriken in Wädenswil, Richterswil, Pfäffikon SZ, Embrach, Wangen SZ und Kloten.
Nach seinem Tod wurde die Fabrik von seinen drei Söhnen unter der Firma «Rudolf Zinggeler Söhne» weitergeführt. Sohn Rudolf Zinggeler-Danioth übernahm 1908 die alleinige Leitung der «Seidenzwirnereien Rudolf Zinggeler» mit Geschäftssitz in Zürich und Zwirnereibetrieben in Richterswil und Embrach. Nach seinem altershalben Rückzug wurde das Unternehmen 1949 in eine Familienaktiengesellschaft umgewandelt.
Die Firma konnte 1976 das 125-jährige Jubiläum feiern. Die beiden Betriebe in Richterswil und Embrach beschäftigten damals rund 90 Mitarbeiter. Für die Zukunft wappnete sich das Unternehmen mit der laufenden Anschaffung modernster Maschinen.
Während ursprünglich fast ausnahmslos Reinseidenzwirne hergestellt wurden, wurden später Kunstseiden und synthetische Garne (Polyamid, Polyester) fabriziert. Diese fanden als Spezial- und Mischzwirne aller Art für die Weberei, Tricotagen-, Strumpf-, Beuteltuch- und Kabelfabrikation Verwendung. Als Spezialitäten wurde «Setalon» für die Strumpf-Wirkereien, «Stabfil»-Bauschgarn aus endlosen Chemiefasern für die Krawattenwebereien und Kabelseide für Umspinnungszwecke feiner und feinster Hochfrequenzlitzen hergestellt.
Die Spinnerei musste 2004 ihren Betrieb einstellen. Das historische Fabrikgebäude in Richterswil brannte im Zuge der Umbauarbeiten im Juni 2010 bis auf die Grundmauern nieder und wurde bis 2018 in seiner bisherigen Form und Lage mit Loftwohnungen wieder aufgebaut. Die denkmalgeschützte Direktorenvilla von 1893 war 2013 renoviert worden.